# Nekhrakhalil
Nekhrakhalil är en ort i Azerbajdzjan.   Den ligger i distriktet Ağdaş Rayonu, i den centrala delen av landet, 210 km väster om huvudstaden Baku. Nekhrakhalil ligger 24 meter över havet och antalet invånare är 1 262.
Terrängen runt Nekhrakhalil är mycket platt. Närmaste större samhälle är Ağdaş, 8,3 km norr om Nekhrakhalil.
Trakten runt Nekhrakhalil består till största delen av jordbruksmark. Runt Nekhrakhalil är det ganska tätbefolkat, med 90 invånare per kvadratkilometer.